# Teinobasis hamalaineni
Teinobasis hamalaineni är en trollsländeart som beskrevs av Müller 1992. Teinobasis hamalaineni ingår i släktet Teinobasis och familjen dammflicksländor. Inga underarter finns listade i Catalogue of Life.